# 金光等平
金光 等平（かなみつ とうへい、文化7年（1810年） - 明治11年（1878年）12月31日）は、岡山藩士。通称は、乙吉のち清右衛門、晩年は等平。諱は、幸知。禄高は、四十五俵四人扶持（四公六民の年貢の基準で言えば、110石程度の価値に相当）のち知行130石。

## 経歴
金光清左衛門の次男として生まれる。
文政3年（1820年）、父が病死したため跡目相続し、土肥右近（番頭・4200石）の組下となる。文政10年（1827年）12月28日、前髪を落とす（元服）。文政11年（1828年）12月16日、清右衛門に改名。文政12年（1829年）より御城御番役となる。
天保6年（1835年）1月6日に御普請加奉行、天保11年（1840年）7月6日に御蔵奉行、弘化3年（1846年）4月28日に御小姓組・御郡目付となる（上道郡沖新田や児島郡福田などへ御用で赴いている）。
嘉永6年（1853年）12月、黒船来航のために江戸詰めとなり、上総国・安房国にて様々な御用をこなす。安政2年（1855年）4月28日に御郡奉行となり、その後も各種役目をこなした。
以後は、幕末維新の動乱期にある為なのか、軍務に関係する役目もするようになり、元治元年（1864年）12月8日、長州御追討御出馬御用（長州征伐のため出陣）、慶応元年（1865年）2月2日凱陣。慶応3年（1867年）5月18日には、農兵組立御用などもしている。同年11月21日、加増30石。明治元年（1868年）1月28日、備中松山藩が1月14日に降伏したことによる御用のため2月26日まで備中松山に出張。同年6月23日、30石加増。
明治2年（1869年）9月13日、藩制改革のため知行130石から食禄（給料支給制になる）75石の士族となる。同年10月15日、等平に改名。同年10月21日、藩制改革のため職制6級4大番差配となる。
家族に長男・與一郎、次男・幾三郎（元治元年（1864年）7月18日、新流大砲隊仰付になり、安東四郎大夫（800石・後の大目付）の組下となる。後に、藩命により谷川遊水（150石）の元へ慶応3年（1867年）10月17日、養子に入る。明治2年4月24日、箱館戦争の戦闘で戦死。死後、生前の功績により明治3年2月28日一家相立（食禄80石）となる。）、四男・繁次（元治元年（1864年）7月18日、新流大砲隊仰付になり、安東四郎大夫（800石・後の大目付）の組下となる。元治元年（1864年）11月7日、前髪を落とす（元服）。後に、兄の幾三郎同様、藩命により明治2年（1869年）7月9日、谷川家へ養子に入った。）、娘もいる。三男は不明。